# Bojana Bobušić
Bojana Bobušić (Servisch: Бојана Бобушић) (Belgrado, 2 oktober 1987) is een tennisspeelster uit Australië. Ze werd geboren in Belgrado, Servië (destijds Joegoslavië). Op zesjarige leeftijd begon ze met tennis. Haar favoriete ondergrond is hardcourt. Zij speelt rechtshandig en heeft een tweehandige backhand. In 2004 speelde ze al in het kwalificatietoernooi van de Australian Open, waar ze verloor van de Amerikaanse Jennifer Hopkins. In 2009 studeerde ze af in Californië. In 2012 kreeg ze een wildcard voor de Australian Open, zowel in het enkelspel als in het dubbelspel (waar ze de tweede ronde bereikte).

## Posities op deWTA-ranglijst
Positie per einde seizoen:
| jaartal | ranking enkelspel | ranking dubbelspel |
| ------- | ----------------- | ------------------ |
| 2013    | 422               | 257                |
| 2012    | 281               | 214                |
| 2011    | 294               | 433                |
| 2010    | 596               | 252                |
| 2009    | 441               | 601                |
| 2005    | 933               | –                  |

## Prestatietabel grandslamtoernooien
| Legenda | Legenda                          |
| ------- | -------------------------------- |
| g.t.    | geen toernooi gehouden           |
| l.c.    | lagere categorie                 |
| –       | niet deelgenomen                 |
| G       | uitgeschakeld in de groepsfase   |
| 1R      | uitgeschakeld in de eerste ronde |
| 2R      | uitgeschakeld in de tweede ronde |
| 3R      | uitgeschakeld in de derde ronde  |
| 4R      | uitgeschakeld in de vierde ronde |
| KF      | uitgeschakeld in de kwartfinale  |
| HF      | uitgeschakeld in de halve finale |
| F       | de finale verloren               |
| W       | het toernooi gewonnen            |
| w-v     | winst/verlies-balans             |

### Enkelspel
| Toernooi        | 2012 | 2013 |
| --------------- | ---- | ---- |
| Australian Open | 1R   | 1R   |
| Roland Garros   | –    | –    |
| Wimbledon       | –    | –    |
| US Open         | –    | –    |

### Vrouwendubbelspel
| Toernooi        | 2012 | 2013 |
| --------------- | ---- | ---- |
| Australian Open | 2R   | 1R   |
| Roland Garros   | –    | –    |
| Wimbledon       | –    | –    |
| US Open         | –    | –    |